# NGC 1433
NGC 1433 هي مجرة تتبع كوكبة الساعة. اكتشفها جيمس دنلوب في 28 سبتمبر 1826.

## روابط خارجية
- NGC 1433 على موقع ويكي سكاي: DSS2, SDSS, GALEX, IRAS, Hydrogen α, X-Ray, Astrophoto, Sky Map, Articles and images